# Eerste klasse 1895-96 (voetbal België)
Het seizoen 1895/96 van de Belgische Eerste Klasse was het eerste officiële seizoen van de hoogste Belgische voetbalklasse. Het was de enige officiële reeks die toen bestond en werd Coupe de championnat genoemd. De reeks bestond uit zeven clubs, waarvan er vier uit het Brusselse afkomstig waren. FC Liégeois werd de eerste landskampioen.

## Degraderende teams
Van degradatie was nog geen sprake. De twee clubs die onderaan eindigden besloten het jaar erop niet meer mee te doen:
- FC Brugeois
- Union FC d'Ixelles

## Titelstrijd
FC Liégeois werd de allereerste landskampioen met een ruime voorsprong op de tweede, Antwerp FC.

## Eindstand
|    |   |                            | P  | W | G | V  | +  | -  | DS  | Ptn |
| -- | - | -------------------------- | -- | - | - | -- | -- | -- | --- | --- |
| K  | 1 | FC Liégeois                | 12 | 9 | 2 | 1  | 32 | 11 | 21  | 20  |
|    | 2 | Antwerp FC                 | 12 | 7 | 0 | 5  | 33 | 13 | 20  | 14  |
|    | 3 | Sporting Club de Bruxelles | 12 | 6 | 1 | 5  | 31 | 30 | 1   | 13  |
|    | 4 | Racing Club de Bruxelles   | 12 | 6 | 0 | 6  | 32 | 31 | 1   | 12  |
|    | 5 | Léopold Club de Bruxelles  | 12 | 6 | 0 | 6  | 31 | 29 | 2   | 12  |
| GD | 6 | FC Brugeois                | 12 | 5 | 1 | 6  | 22 | 21 | 1   | 11  |
| GD | 7 | Union FC d'Ixelles         | 12 | 1 | 0 | 11 | 5  | 51 | -46 | 2   |

P: wedstrijden gespeeld, W: wedstrijden gewonnen, G: gelijke spelen, V: wedstrijden verloren, +: gescoorde doelpunten, -: doelpunten tegen, DS: doelsaldo, Ptn: totaal punten
K: kampioen, GD: geen deelname volgend seizoen
Opmerking
De wedstrijden waarvoor forfait werd gegeven, telden wel mee als gewonnen of verloren wedstrijden en voor de behaalde punten. Voor het doelsaldo werden deze wedstrijden niet in rekening gebracht.

## Uitslagentabel
|                            |     | ANT   | BRU | LEO   | LUI | RCB | SCB   | UFC   |
| Antwerp FC                 | ANT | X     | 3-2 | 2-3   | 1-3 | 5-0 | 8-0   | 5-0ff |
| FC Brugeois                | BRU | 0-2   | X   | 5-0ff | 1-2 | 5-0 | 2-3   | 3-1   |
| Léopold Club de Bruxelles  | LEO | 3-2   | 2-3 | X     | 1-6 | 3-7 | 2-1   | 9-0   |
| FC Liégeois                | LUI | 5-0ff | 1-1 | 3-1   | X   | 4-1 | 5-0ff | 5-0ff |
| Racing Club de Bruxelles   | RCB | 1-0   | 3-1 | 3-4   | 3-2 | X   | 6-1   | 0-1   |
| Sporting Club de Bruxelles | SCB | 1-4   | 3-2 | 2-0   | 2-2 | 5-2 | X     | 4-2   |
| Union FC d'Ixelles         | UFC | 0-6   | 1-2 | 0-3   | 0-9 | 0-6 | 0-9   | X     |

## Topscorer
| Scorer         | Goals | Team        | Land     |
| -------------- | ----- | ----------- | -------- |
| Samuel Hickson | ?     | FC Liégeois | Engeland |

1895/96 · 1896/97 · 1897/98 · 1898/99 · 1899/00 · 1900/01 · 1901/02 · 1902/03 · 1903/04 · 1904/05 · 1905/06 · 1906/07 · 1907/08 · 1908/09 · 1909/10 · 1910/11 · 1911/12 · 1912/13 · 1913/14 · 1914/15 · 1915/16 · 1916/17 · 1917/18 · 1918/19 · 
1919/20 · 1920/21 · 1921/22 · 1922/23 · 1923/24 · 1924/25 · 1925/26 · 1926/27 · 1927/28 · 1928/29 · 1929/30 · 1930/31 · 1931/32 · 1932/33 · 1933/34 · 1934/35 · 1935/36 · 1936/37 · 1937/38 · 1938/39 · 1939/40 · 1940/41 · 1941/42 · 1942/43 · 1943/44 · 1944/45 · 1945/46 · 1946/47 · 1947/48 · 1948/49 · 1949/50 · 1950/51 · 1951/52 · 1952/53 · 1953/54 · 1954/55 · 1955/56 · 1956/57 · 1957/58 · 1958/59 · 1959/60 · 1960/61 · 1961/62 · 1962/63 · 1963/64 · 1964/65 · 1965/66 · 1966/67 · 1967/68 · 1968/69 · 1969/70 · 1970/71 · 1971/72 · 1972/73 · 1973/74 · 1974/75 · 1975/76 · 1976/77 · 1977/78 · 1978/79 · 1979/80 · 1980/81 · 1981/82 · 1982/83 · 1983/84 · 1984/85 · 1985/86 · 1986/87 · 1987/88 · 1988/89 · 1989/90 · 1990/91 · 1991/92 · 1992/93 · 1993/94 · 1994/95 · 1995/96 · 1996/97 · 1997/98 · 1998/99 · 1999/00 · 2000/01 · 2001/02 · 2002/03 · 2003/04 · 2004/05 · 2005/06 · 2006/07 · 2007/08 · 2008/09 · 2009/10 · 2010/11 · 2011/12 · 2012/13 · 2013/14 · 2014/15 · 2015/16 · 2016/17 · 2017/18 · 2018/19 · 2019/20 · 2020/21· 2021/22 · 2022/23 · 2023/24 · 2024/25